# Giunta di governo Pinochet

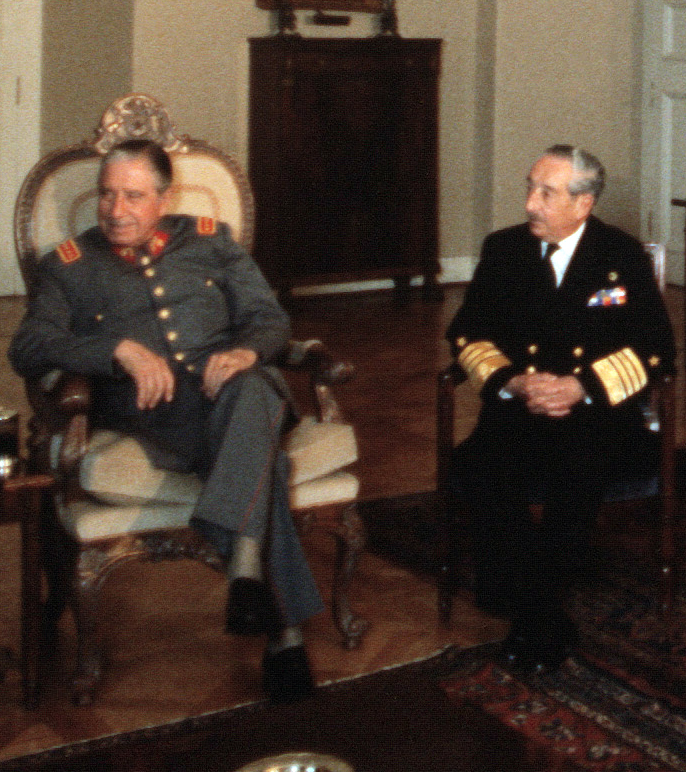
Pinochet e il presidente della giunta militare, l'ammiraglio José Toribio Merino nel 1984

La Giunta di governo Pinochet fu l'esecutivo guidato dal generale Augusto Pinochet Ugarte che governò il Cile dal giugno 1974 al marzo 1990.

## Storia
La funzione esecutiva e legislativa in Cile, dopo il colpo di stato dell'11 settembre 1973, venne acquisito dalla Junta militar de gobierno.
La giunta militare ha ceduto il potere esecutivo nel giugno 1974 al Capo supremo della nazione Pinochet, che ha nominato un proprio gabinetto dei ministri, che furono sia militari che, dall'11 luglio 1974, anche civili. Nel dicembre 1974 Pinochet assunse la carica di presidente della Repubblica.
Nel marzo 1990 cedette il potere al presidente democraticamente eletto Patricio Aylwin.

## Ministri del regime Pinochet
Questo l'elenco dei Ministri della Giunta di governo durante il Cile di Pinochet (1973-1990).
| Ministro                                        | Nome                              | Período     |
| ----------------------------------------------- | --------------------------------- | ----------- |
| Ministro dell'Interno                           | Óscar Bonilla Bradanovic          | 1973 - 1974 |
| Ministro dell'Interno                           | César Raúl Benavides Escobar      | 1975 - 1978 |
| Ministro dell'Interno                           | Sergio Fernández Fernández        | 1978 - 1982 |
| Ministro dell'Interno                           | Enrique Montero Marx              | 1982 - 1983 |
| Ministro dell'Interno                           | Sergio Onofre Jarpa Reyes         | 1983 - 1985 |
| Ministro dell'Interno                           | Ricardo García Rodríguez          | 1985 - 1987 |
| Ministro dell'Interno                           | Sergio Fernández                  | 1987 - 1988 |
| Ministro dell'Interno                           | Carlos Cáceres Contreras          | 1988 - 1990 |
| Ministro degli esteri                           | Ismael Huerta Díaz                | 1973 - 1974 |
| Ministro degli esteri                           | Patricio Carvajal Prado           | 1974 - 1978 |
| Ministro degli esteri                           | Hernán Cubillos                   | 1978 - 1980 |
| Ministro degli esteri                           | René Rojas Galdames               | 1980 - 1983 |
| Ministro degli esteri                           | Miguel Schweitzer Walters         | 1983        |
| Ministro degli esteri                           | Jaime Del Valle Alliende          | 1983 - 1987 |
| Ministro degli esteri                           | Ricardo García Rodríguez          | 1987 - 1988 |
| Ministro degli esteri                           | Hernán Felipe Errázuriz           | 1988 - 1990 |
| Ministro Segretario Generale del Governo        | Pedro Ewing Hodar                 | 1973 - 1974 |
| Ministro Segretario Generale del Governo        | Hernán Béjares González           | 1974 - 1977 |
| Ministro Segretario Generale del Governo        | René Vidal Basauri                | 1977 - 1979 |
| Ministro Segretario Generale del Governo        | Julio Fernández Atienza           | 1979        |
| Ministro Segretario Generale del Governo        | Sergio Badiola Broberg            | 1980        |
| Ministro Segretario Generale del Governo        | René Vidal Basauri                | 1980        |
| Ministro Segretario Generale del Governo        | Julio Bravo Valdés                | 1980 - 1982 |
| Ministro Segretario Generale del Governo        | Hernán Felipe Errázuriz           | 1982 - 1983 |
| Ministro Segretario Generale del Governo        | Ramón Suárez González             | 1983 - 1984 |
| Ministro Segretario Generale del Governo        | Francisco Javier Cuadra           | 1984 - 1987 |
| Ministro Segretario Generale del Governo        | Alfonso Márquez de la Plata       | 1983 - 1984 |
| Ministro Segretario Generale del Governo        | Francisco Javier Cuadra           | 1984 - 1987 |
| Ministro Segretario Generale del Governo        | Orlando Poblete                   | 1987 - 1988 |
| Ministro Segretario Generale del Governo        | Miguel Ángel Poduje Sapiaín       | 1988 - 1989 |
| Ministro Segretario Generale del Governo        | Cristián Labbé                    | 1989 - 1990 |
| Capo di Stato Maggiore Presidenziale            | Sergio Covarrubias Sanhueza       | 1974 - 1979 |
| Capo di Stato Maggiore Presidenziale            | René Escauriaza Alvarado          | 1979        |
| Capo di Stato Maggiore Presidenziale            | Santiago Sinclair Oyaneder        | 1979 - 1985 |
| Capo di Stato Maggiore Presidenziale            | Sergio Valenzuela Ramírez         | 1985 - 1988 |
| Capo di Stato Maggiore Presidenziale            | Jorge Ballerino Sandford          | 1988 - 1990 |
| Ministro dell'Economía, Finanze e Ricostruzione | Rolando González Acevedo          | 1973        |
| Ministro dell'Economía, Finanze e Ricostruzione | Fernando Léniz                    | 1973 - 1975 |
| Ministro dell'Economía, Finanze e Ricostruzione | Sergio de Castro                  | 1975 - 1976 |
| Ministro dell'Economía, Finanze e Ricostruzione | Pablo Baraona Urzúa               | 1976 - 1978 |
| Ministro dell'Economía, Finanze e Ricostruzione | Roberto Kelly                     | 1978 - 1980 |
| Ministro dell'Economía, Finanze e Ricostruzione | José Luis Federici Rojas          | 1980 - 1981 |
| Ministro dell'Economía, Finanze e Ricostruzione | Rolando Ramos                     | 1981 - 1982 |
| Ministro dell'Economía, Finanze e Ricostruzione | Luis Danús Covián                 | 1982        |
| Ministro dell'Economía, Finanze e Ricostruzione | Rolf Lüders Schwarzenberg         | 1982 - 1983 |
| Ministro dell'Economía, Finanze e Ricostruzione | Manuel Martin Sáez                | 1983 - 1984 |
| Ministro dell'Economía, Finanze e Ricostruzione | Andrés Passicot Callier           | 1984        |
| Ministro dell'Economía, Finanze e Ricostruzione | Modesto Collados                  | 1984 - 1985 |
| Ministro dell'Economía, Finanze e Ricostruzione | Juan Carlos Délano Ortúzar        | 1985 - 1987 |
| Ministro dell'Economía, Finanze e Ricostruzione | Manuel Concha Martínez            | 1987 - 1989 |
| Ministro dell'Economía, Finanze e Ricostruzione | Pedro Larrondo Jara               | 1989 - 1990 |
| Ministro delle Finanze                          | Tito Lorenzo Gotuzzo Borlando     | 1973 - 1974 |
| Ministro delle Finanze                          | Jorge Cauas                       | 1974 - 1976 |
| Ministro delle Finanze                          | Sergio de Castro                  | 1976 - 1982 |
| Ministro delle Finanze                          | Sergio de la Cuadra               | 1982        |
| Ministro delle Finanze                          | Rolf Lüders                       | 1982 - 1983 |
| Ministro delle Finanze                          | Carlos Cáceres Contreras          | 1983 - 1984 |
| Ministro delle Finanze                          | Luis Escobar Cerda                | 1984 - 1985 |
| Ministro delle Finanze                          | Hernán Büchi                      | 1985 - 1989 |
| Ministro delle Finanze                          | Enrique Seguel Morel              | 1989        |
| Ministro delle Finanze                          | Martín Costabal                   | 1989 - 1990 |
| Ministro dell'Educazione                        | José Navarro Tobar                | 1973        |
| Ministro dell'Educazione                        | Hugo Castro Jimenéz               | 1973 - 1975 |
| Ministro dell'Educazione                        | Arturo Troncoso Daroch            | 1975 - 1976 |
| Ministro dell'Educazione                        | Luis Niemann Núñez                | 1976 - 1978 |
| Ministro dell'Educazione                        | Gonzalo Vial Correa               | 1978 - 1979 |
| Ministro dell'Educazione                        | Alfredo Prieto Bafalluy           | 1979 - 1982 |
| Ministro dell'Educazione                        | Álvaro Arriagada Norambuena       | 1982 - 1983 |
| Ministro dell'Educazione                        | Mónica Madariaga                  | 1983        |
| Ministro dell'Educazione                        | Horacio Aránguiz Donoso           | 1983 - 1985 |
| Ministro dell'Educazione                        | Sergio Gaete                      | 1985 - 1987 |
| Ministro dell'Educazione                        | Juan Antonio Guzmán Molinari      | 1987 - 1989 |
| Ministro dell'Educazione                        | René Salamé Martín                | 1989 - 1990 |
| Ministro della Giustizia                        | Gonzalo Prieto Gándara            | 1973 - 1974 |
| Ministro della Giustizia                        | Hugo Musante Romero               | 1974 - 1975 |
| Ministro della Giustizia                        | Miguel Schweitzer                 | 1975 - 1977 |
| Ministro della Giustizia                        | Mónica Madariaga                  | 1977 - 1989 |
| Ministro della Giustizia                        | Jaime del Valle Alliende          | 1977 - 1983 |
| Ministro della Giustizia                        | Hugo Rosende Subiabre             | 1983 - 1990 |
| Ministro della Difesa nazionale                 | Patricio Carvajal                 | 1973 - 1974 |
| Ministro della Difesa nazionale                 | Óscar Bonilla                     | 1974 - 1975 |
| Ministro della Difesa nazionale                 | Hermán Brady Roche                | 1975 - 1978 |
| Ministro della Difesa nazionale                 | César Raúl Benavides Escobar      | 1978 - 1980 |
| Ministro della Difesa nazionale                 | Carlos Forestier Hansen           | 1980 - 1981 |
| Ministro della Difesa nazionale                 | Washington Carrasco Fernández     | 1981 - 1982 |
| Ministro della Difesa nazionale                 | Patricio Carvajal                 | 1982 - 1990 |
| Ministro delle Opere pubbliche e trasporti      | Sergio Figueroa Gutiérrez         | 1973 - 1975 |
| Ministro delle Opere pubbliche e trasporti      | Hugo León                         | 1975 - 1979 |
| Ministro delle Opere pubbliche e trasporti      | Patricio Torres Rojas             | 1979 - 1982 |
| Ministro delle Opere pubbliche e trasporti      | Bruno Siebert                     | 1982 - 1989 |
| Ministro delle Opere pubbliche e trasporti      | Hernán Abad Cid                   | 1989 - 1990 |
| Ministro dell'Agricoltura                       | Sergio Crespo Montero             | 1973 - 1974 |
| Ministro dell'Agricoltura                       | Tucapel Vallejos Reginato         | 1974 - 1976 |
| Ministro dell'Agricoltura                       | Mario Mac-Kay Jaraquemada         | 1976 - 1978 |
| Ministro dell'Agricoltura                       | Alfonso Márquez de la Plata       | 1977 - 1980 |
| Ministro dell'Agricoltura                       | José Luis Toro Hevia              | 1980 - 1982 |
| Ministro dell'Agricoltura                       | Francisco Jorge Prado Aránguiz    | 1982 - 1988 |
| Ministro dell'Agricoltura                       | Jaime de la Sotta Benavente       | 1988 - 1989 |
| Ministro dell'Agricoltura                       | Juan Ignacio Domínguez            | 1989 - 1990 |
| Ministro dei Beni Nazionali                     | Diego Barba Valdés                | 1973 - 1974 |
| Ministro dei Beni Nazionali                     | Mario Mackay Jaraquemada          | 1974 - 1976 |
| Ministro dei Beni Nazionali                     | Lautaro Recabarren Hidalgo        | 1976 - 1979 |
| Ministro dei Beni Nazionali                     | René Peri Fagerstrom              | 1979 - 1987 |
| Ministro dei Beni Nazionali                     | Jorge Veloso Bastías              | 1987 - 1988 |
| Ministro dei Beni Nazionali                     | Armando Álvarez Marín             | 1988 - 1990 |
| Ministro del Lavoro e Previdenza sociale        | Nicanor Díaz Estrada              | 1973 - 1976 |
| Ministro del Lavoro e Previdenza sociale        | Sergio Fernández Fernández        | 1976 - 1978 |
| Ministro del Lavoro e Previdenza sociale        | Vasco Costa Ramírez               | 1978        |
| Ministro del Lavoro e Previdenza sociale        | José Piñera Echeñique             | 1978 - 1980 |
| Ministro del Lavoro e Previdenza sociale        | Miguel Kast Rist                  | 1980 - 1982 |
| Ministro del Lavoro e Previdenza sociale        | Máximo Silva Bafalluy             | 1982 - 1983 |
| Ministro del Lavoro e Previdenza sociale        | Patricio Mardones Gajardo         | 1983        |
| Ministro del Lavoro e Previdenza sociale        | Hugo Gálvez                       | 1983 - 1984 |
| Ministro del Lavoro e Previdenza sociale        | Alfonso Márquez de la Plata       | 1984 - 1988 |
| Ministro del Lavoro e Previdenza sociale        | Guillermo Arthur                  | 1988 - 1989 |
| Ministro del Lavoro e Previdenza sociale        | María Teresa Infante Barros       | 1989 - 1990 |
| Ministro della Salute Pubblica                  | Alberto Spoerer Covarrubias       | 1973 - 1974 |
| Ministro della Salute Pubblica                  | Francisco Herrera                 | 1974 - 1976 |
| Ministro della Salute Pubblica                  | Fernando Matthei Aubel            | 1976 - 1978 |
| Ministro della Salute Pubblica                  | Carlos Jiménez Vargas             | 1978 - 1979 |
| Ministro della Salute Pubblica                  | Alejandro Medina Lois             | 1979 - 1980 |
| Ministro della Salute Pubblica                  | Hernán Rivera Calderón            | 1980 - 1983 |
| Ministro della Salute Pubblica                  | Winston Chinchón Bunting          | 1983 - 1986 |
| Ministro della Salute Pubblica                  | Juan Giaconi Gandolfo             | 1986 - 1990 |
| Ministro delle Miniere                          | Agustín Toro Dávila               | 1973 - 1974 |
| Ministro delle Miniere                          | Arturo Yovane Zúñiga              | 1974 - 1975 |
| Ministro delle Miniere                          | Luis Enrique Valenzuela Blanquier | 1975 - 1978 |
| Ministro delle Miniere                          | Carlos Quiñones López             | 1978 - 1980 |
| Ministro delle Miniere                          | José Piñera Echenique             | 1980 - 1981 |
| Ministro delle Miniere                          | Hernán Felipe Errázuriz           | 1981 - 1982 |
| Ministro delle Miniere                          | Samuel Lira Ovalle                | 1982 - 1988 |
| Ministro delle Miniere                          | Pablo Baraona Urzúa               | 1988 - 1989 |
| Ministro delle Miniere                          | Jorge López Bain                  | 1989 - 1990 |
| Ministro della Casa e Urbanismo                 | Arturo Vivero Ávila               | 1973 - 1974 |
| Ministro della Casa e Urbanismo                 | Arturo Troncoso Daroch            | 1974 - 1975 |
| Ministro della Casa e Urbanismo                 | Carlos Granifo Harms              | 1975 - 1977 |
| Ministro della Casa e Urbanismo                 | Luis Edmundo Ruiz Undurraga       | 1977 - 1978 |
| Ministro della Casa e Urbanismo                 | Jaime Estrada Leigh               | 1978 - 1982 |
| Ministro della Casa e Urbanismo                 | Roberto Guillard Marinot          | 1982 - 1983 |
| Ministro della Casa e Urbanismo                 | Modesto Collados                  | 1983 - 1984 |
| Ministro della Casa e Urbanismo                 | Miguel Ángel Poduje Sapiaín       | 1984 - 1988 |
| Ministro della Casa e Urbanismo                 | Gustavo Montero Saavedra          | 1988 - 1990 |
| Ministro Trasporti e Telecomunicazioni          | Enrique Garín Cea                 | 1974 - 1976 |
| Ministro Trasporti e Telecomunicazioni          | Raúl Vargas Miquel                | 1976 - 1978 |
| Ministro Trasporti e Telecomunicazioni          | José Luis Federici                | 1978 - 1979 |
| Ministro Trasporti e Telecomunicazioni          | Caupolicán Boisset Mujica         | 1979 - 1983 |
| Ministro Trasporti e Telecomunicazioni          | Enrique Escobar Rodríguez         | 1983 - 1987 |
| Ministro Trasporti e Telecomunicazioni          | Jorge Massa Armijo                | 1987 - 1988 |
| Ministro Trasporti e Telecomunicazioni          | Carlos Silva Echiburu             | 1988 - 1990 |
| Ministro della Pianificazione                   | Roberto Kelly                     | 1973 - 1978 |
| Ministro della Pianificazione                   | Miguel Kast                       | 1978 - 1980 |
| Ministro della Pianificazione                   | Álvaro Donoso Barros              | 1980 - 1981 |
| Ministro della Pianificazione                   | Luis Danús Covian                 | 1981 - 1982 |
| Ministro della Pianificazione                   | Gastón Frez Arancibia             | 1982        |
| Ministro della Pianificazione                   | Sergio Pérez Hormazábal           | 1982 - 1983 |
| Ministro della Pianificazione                   | Hernán Büchi Buc                  | 1983 - 1984 |
| Ministro della Pianificazione                   | Luis Simón Figueroa del Río       | 1984 - 1985 |
| Ministro della Pianificazione                   | Sergio Valenzuela Ramírez         | 1985        |
| Ministro della Pianificazione                   | Francisco Ramírez Migliasi        | 1985 - 1987 |
| Ministro della Pianificazione                   | Sergio Melnick Israel             | 1987 - 1989 |
| Ministro della Pianificazione                   | Luis Larraín Arroyo               | 1989 - 1990 |